# Phin Choonhavan
Phin Choonhavan, in thailandese ผิน ชุณหะวัณ (Bang Nok Khwaek, 14 agosto 1891 – Bangkok, 26 gennaio 1973), è stato un generale e politico thailandese.
Principale responsabile del colpo di Stato del novembre 1947, era stato nel 1943 il comandante del corpo di spedizione thailandese in appoggio alle forze armate giapponesi nella campagna della Birmania. Negli ultimi anni di carriera ricevette l'incarico di comandante in capo del Reale esercito thailandese, il prestigioso grado di feldmaresciallo e fu nominato vice-primo ministro della Thailandia.

## Biografia
Nacque nel tambon Bang Nok Khwaek del distretto di Bang Khonthi, in provincia di Samut Songkhram, ed era figlio dell'immigrato cinese Kai Choonhavan, un medico originario di Chaoshan. Anche il padre della moglie, Lim Hong, era immigrato cinese e veniva da Shantou. Prese servizio militare a soli 16 anni, nel 1916 completò gli studi all'Accademia militare e ne uscì con il grado di sottotenente. Nel 1928 divenne capo di stato maggiore dell'esercitoe l'anno successivo maggiore. Fu capo di stato maggiore durante la ribellione Boworadet del 1933.
Continuò a salire nella gerarchia militare e divenne uno dei più importanti militari del Paese dopo aver preso parte nel 1941 alla guerra franco-thailandese, con la quale la Thailandia fu in grado con l'aiuto dei giapponesi di farsi restituire dall'Indocina francese buona parte dei territori ceduti con la guerra franco-siamese di fine Ottocento.
Nel 1942 gli fu affidato il comando dell'Esercito Phayap, il corpo di spedizione thailandese in appoggio alle forze armate giapponesi nella campagna della Birmania nell'ambito della seconda guerra mondiale. La campagna ebbe inizialmente successo, i giapponesi assegnarono alla Thailandia buona parte degli Stati Shan conquistati e Choonhavan fu nominato governatore militare di questi ampi territori. Quando alla fine del conflitto la Thailandia dovette restituire ai francesi e ai birmani i territori conquistati grazie ai giapponesi, Choonhavan si era già costruito un solido impero finanziario.
Con i matrimoni dei propri figli aumentò il suo potere, il figlio Chatichai Choonhavan sposò Bunrua, amica della famiglia reale, e sarebbe in seguito diventato primo ministro della Thailandia. La figlia Udomlak sposò il potente capo della polizia Phao Siyanon e l'altra figlia Charoen andò in sposa a Pramarn Adireksarn, che sarebbe stato nominato vice-primo ministro in diversi governi.
Quando le sorti del conflitto mondiale divennero sfavorevoli, il primo ministro e feldmaresciallo Plaek Phibunsongkhram (detto Phibun) fu costretto a dare le dimissioni e i militari furono confinati ai margini della vita politica thailandese, della quale erano stati gli indiscussi dominatori dopo che con il colpo di Stato del 1932 avevano costretto il re Rama VII a concedere la monarchia costituzionale. Con l'uscita di scena di Phibun ebbe inizio il primo breve periodo di democrazia per la Thailandia, e i militari si organizzarono per riprendere il potere.
Choonhavan fu il principale responsabile del colpo di Stato dell'8 novembre 1947 – organizzato assieme ad altri reduci della campagna di Birmania – che pose fine alla prima esperienza democratica in Thailandia e riconsegnò il potere al dittatore Plaek Phibunsongkhram, anche se a capo del governo fu posto il monarchico Khuang Aphaiwong. Qualche giorno dopo fu nominato vice-comandante in capo dell'esercito. Il 6 aprile 1948 vi fu un nuovo colpo di Stato organizzato dai militari ai danni di Aphaiwong e Phibun ridivenne primo ministro. Il 18 maggio successivo Choonhavan fu nominato comandante in capo dell'esercito e nel 1950 ricevette il grado di generale.
In quegli anni emerse come uno dei politici più potenti di Thailandia il genero di Choonhavan e capo della polizia Phao Siyanon, che assieme al declinante Phibun e all'altro militare Sarit Thanarat costituirono di fatto un triumvirato alla guida del Paese. Siyanon e Choonhavan acquisirono ulteriore potere con il cosiddetto "colpo di Stato silenzioso" del 1951, con cui fu abolita la Costituzione e fu ripristinata quella del 1932. A capo del governo rimase Phibun, Phin Choonhavan entrò in Parlamento come deputato e nel nuovo gabinetto fu nominato vice-primo ministro. Giunto all'apice del potere, nel 1952 ricevette i gradi di feldmaresciallo, titolo che fino ad alcuni anni prima era stato appannaggio esclusivo del re, nonché quelli di ammiraglio e maresciallo dell'aria
La lotta politica che si scatenò in quel periodo tra Phibun, Siyanon e Sarit, vide prevalere quest'ultimo, che mise in atto un colpo di Stato nel 1957 e prese il potere eliminando dalla vita politica Phibun, costretto all'esilio, e la famiglia Choonhavan, il cui clan era noto con il nome Ratchakhru. Nel periodo successivo, il clan dei Choonhavan rimase concentrato nel mondo degli affari nei settori della finanza, dell'industria tessile e collaborando in joint venture con aziende giapponesi. Rientrarono ai vertici della politica verso la fine del governo del dittatore Thanom Kittikachorn (1963-1973). Phin Choonhavan morì il 26 gennaio 1973, il figlio Chatichai divenne primo ministro nell'agosto 1988, dando vita a un nuovo corso politico nel quale gli imprenditori presero il sopravvento sui militari. Il suo governo cadde nel 1991 con il colpo di Stato militare messo in atto da Suchinda Kraprayoon, dopo il quale i Choonhavan furono nuovamente estromessi dalla vita politica.